# Mistrovství světa v ledním hokeji 2010 (Divize III)
Mistrovství světa v ledním hokeji 2010 (Divize III) proběhlo od 14. do 18. dubna 2010 ve městech Kockelscheuer u Lucemburku v Lucembursku a v Jerevanu v Arménii. Týmy, které se ve skupinách umístily na prvním místě, postupovaly na Mistrovství světa v ledním hokeji 2011 (Divize II). Pořádat skupinu A mělo původně Řecko, ale to se zřeklo z finančních důvodů.

## Skupiny

### Skupina A
| Tým                     | Z | V | VP | PP | P | GV | GI | +/- | B |
| ----------------------- | - | - | -- | -- | - | -- | -- | --- | - |
| Irsko                   | 3 | 3 | 0  | 0  | 0 | 20 | 10 | +10 | 9 |
| Řecko                   | 3 | 2 | 0  | 0  | 1 | 10 | 5  | +5  | 6 |
| Lucembursko             | 3 | 1 | 0  | 0  | 2 | 8  | 10 | -2  | 3 |
| Spojené arabské emiráty | 3 | 0 | 0  | 0  | 3 | 5  | 18 | -13 | 0 |

 Irsko postoupilo na Mistrovství světa v ledním hokeji 2011 (Divize II.).
| Datum     | Tým                     | Výsledek                     | Tým                     |
| --------- | ----------------------- | ---------------------------- | ----------------------- |
| 14.4.2010 | Řecko                   | 7 – 1 (2–1, 1–0, 4–0) report | Spojené arabské emiráty |
| 14.4.2010 | Irsko                   | 6 – 4 (0–0, 5–1, 1–3) report | Lucembursko             |
| 15.4.2010 | Řecko                   | 1 – 3 (1–0, 0–3, 0–0) report | Irsko                   |
| 15.4.2010 | Lucembursko             | 3 – 2 (1–0, 1–1, 1–1) report | Spojené arabské emiráty |
| 17.4.2010 | Spojené arabské emiráty | 2 – 8 (0–2, 0–4, 2–2) report | Irsko                   |
| 17.4.2010 | Lucembursko             | 1 – 2 (0–0, 0–1, 1–1) report | Řecko                   |

### Skupina B
Arménie byla vyloučena z turnaje kvůli neoprávněnému startu některých hráčů a uvádění chybných informací o dvojím občanství některých hráčů.

#### Základní část
| Tým           | Z | V | VP | PP | P | GV | GI | +/- | B |
| ------------- | - | - | -- | -- | - | -- | -- | --- | - |
| Arménie       | 3 | 3 | 0  | 0  | 0 | 31 | 8  | +23 | 9 |
| Severní Korea | 3 | 2 | 0  | 0  | 1 | 32 | 11 | +21 | 6 |
| JAR           | 3 | 1 | 0  | 0  | 2 | 17 | 14 | +3  | 3 |
| Mongolsko     | 3 | 0 | 0  | 0  | 3 | 2  | 49 | -47 | 0 |

| Datum     | Tým           | Výsledek                                | Tým           |
| --------- | ------------- | --------------------------------------- | ------------- |
| 14.4.2010 | Mongolsko     | 1 – 22 (0–7, 0–9, 1–6)                  | Severní Korea |
| 14.4.2010 | JAR           | 2 – 9 (1–4, 1–3, 0–2) kontumačně 5 – 0  | Arménie       |
| 15.4.2010 | JAR           | 12 – 1 (5–1, 6–0, 1–0)                  | Mongolsko     |
| 15.4.2010 | Severní Korea | 6 – 7 (3–1, 2–5, 1–1) kontumačně 5 – 0  | Arménie       |
| 17.4.2010 | Severní Korea | 4 – 3 (1–0, 1–1,2–2)                    | JAR           |
| 17.4.2010 | Arménie       | 15 – 0 (6–0, 5–0, 4–0) kontumačně 0 – 5 | Mongolsko     |

#### Utkání o zlato
| 18. duben 2010 | Arménie | 2 - 5 (0 - 5k.) | Severní Korea | Karen Demirchyan Complex |
| 20:00          | Arménie | (1–2, 1–2, 0–1) | Severní Korea |                          |

| Souhrn zápasu | Souhrn zápasu | Souhrn zápasu | Souhrn zápasu | Souhrn zápasu |
| ------------- | ------------- | ------------- | ------------- | ------------- |
|               |               |               |               |               |

#### Utkání o bronz
| 18. duben 2010 | JAR | 8 - 3           | Mongolsko | Karen Demirchyan Complex |
| 16:00          | JAR | (3–1, 1–2, 4–0) | Mongolsko |                          |

| Souhrn zápasu | Souhrn zápasu | Souhrn zápasu | Souhrn zápasu | Souhrn zápasu |
| ------------- | ------------- | ------------- | ------------- | ------------- |
|               |               |               |               |               |

#### Konečné pořadí
| Rk.              | Mužstvo       |
| ---------------- | ------------- |
| Zlatá medaile    | Severní Korea |
| Stříbrná medaile | JAR           |
| Bronzová medaile | Mongolsko     |
| vyloučena        | Arménie       |

 Severní Korea postoupila na Mistrovství světa v ledním hokeji 2011 (Divize II)